# 6607 Matsushima
6607 Matsushima هو كويكب، يقع ضمن حزام الكويكبات. اكتشف في 29 أكتوبر 1991.

## روابط خارجية
- 6607 Matsushima في قاعدة بيانات مختبر الدفع النفاث لأجرام النظام الشمسي الصغيرة

- الاكتشاف · مخطط المدار ·  العناصر المدارية · المعلمات المادية

- 6607 Matsushima على موقع ويكي سكاي: DSS2, SDSS, GALEX, IRAS, Hydrogen α, X-Ray, Astrophoto, Sky Map, Articles and images